# Corrado Fantini
Corrado Fantini (Fidenza, 7 febbraio 1967) è un ex pesista italiano, finalista alle olimpiadi di Atlanta 1996.

## Palmarès
| Anno | Manifestazione          | Sede       | Evento         | Risultato | Misura  | Note |
| ---- | ----------------------- | ---------- | -------------- | --------- | ------- | ---- |
| 1993 | Universiadi             | Buffalo    | Getto del peso | 7º        | 18,53 m |      |
| 1994 | Europei                 | Helsinki   | Getto del peso | 11º       | 18,30 m |      |
| 1995 | Mondiali indoor         | Barcellona | Getto del peso | 10º       | 18,74 m |      |
| 1995 | Universiadi             | Fukuoka    | Getto del peso | 9º        | 17,65 m |      |
| 1995 | Mondiali                | Göteborg   | Getto del peso | 26º       | 17,89 m |      |
| 1996 | Europei indoor          | Stoccolma  | Getto del peso | 4º        | 19,79 m |      |
| 1996 | Olimpiadi               | Atlanta    | Getto del peso | 11º       | 19,30 m |      |
| 1997 | Mondiali indoor         | Parigi     | Getto del peso | 7º        | 20,02 m |      |
| 1997 | Giochi del Mediterraneo | Bari       | Getto del peso | Argento   | 19,19 m |      |
| 1997 | Mondiali                | Atene      | Getto del peso | 15º       | 19,30 m |      |

## Campionati nazionali
- 1 volta campione nazionale nel getto del peso (1997)
- 1 volta campione nazionale indoor nel getto del peso (1995)